# Gräfenhainichen
Gräfenhainichen település Németországban, azon belül Szász-Anhalt tartományban. Lakosainak száma 11 380 fő (2023. december 31.).

## Népesség
A település népességének változása:
| Lakosok száma | 12 076 | 11 944 | 11 821 | 11 654 | 11 413 | 11 446 | 11 380 |
|               | 2014   | 2015   | 2017   | 2019   | 2021   | 2022   | 2023   |